# Behiye Sultan
Behiye Sultan (20. září 1881 Istanbul – 5. března 1948 Káhira) byla nejstarší dcera Şehzade Mehmed Selaheddina a vnučka sultána Murada V. Její matkou byla Naziknaz Hanimefendi.

## Mládí
Behiye Sultan se narodila v paláci Çırağan v Istanbulu. Byla dcerou Şehzade Mehmeda Selaheddina a jeho ženy Naziknaz Hanimefendi. Měla o dva roky mladšího bratra, Şehzade Ahmed Nihad. Z otcovy strany byla vnučkou sultána Murada V. a Reftaridil Kadinefendi.
17. února 1910 se provdala za osmanského armádního generála Hafız Hakkı Pašu v paláci Ortaköy. Byla bezdětná a po smrti svého manžela v roce 1915 se znovu neprovdala.

## Exil
Po nuceném exilu celé dynastie v roce 1924 se usadila v Káhiře, kde žila v malé vile. Její sousedé údajně nikdy neviděli, že by ji někdo navštěvoval. Nikdo si ani nepovšiml, kdy se odstěhovala. Z ničeho nic ji v domě vystřídal astronom Khayri, ředitel observatoře Helwan. O několik let později se Khayri nepřímo podílel na monarchistickém spiknutí připravovaném širší rodinou bývalého sultána. Následně byl na několik týdnů bez soudu uvězněn.

## Smrt
Behiye zemřela 5. března 1948 ve svém domě v Káhiře. Byla pohřbena vedle hrobu Saida Halima Paši v Káhiře.